# Хамад бин Иса ал Халифа
Хамад бин Иса бин Салман Ал Халифа (на арабски: حمد بن عيسى بن سلمان آل خليفة) е настоящият крал на Бахрейн. Идва на власт на 14 февруари 2002 г., преди носи титлата емир (от 6 март 1999). Страната се управлява от династия Ал Халифа от 1783 г. насам.

## Ранен живот и образование
Роден е на 28 януари 1950 г. в Рифа, Бахрейн. Син е на Иса Бин Салман Ал Халифа, тогавашен кронпринц, и Силвия Бинт Салман Ал Халифа.
След като завършва средно училище в Манама Хамад е изпратен в Англия да посещава колеж Апългард в град Годалминг, Съри, преди да получи място в Колеж Лейс, Кеймбридж. Хамад след това минава през военно обучение, първо с британската армия на Кадетно училище Монс в Олдършот, Хемпшир, където завършва през септември 1968 г. Четири години по-късно, през юни 1972 г., Хамад бива приет в Колежа на генералния щаб на армията на Съединените щати във Форт Лийвенуорт в Канзас, завършвайки през юни същата година със степен по лидерство.

## Кронпринц (Престолонаследник)
Хамад е посочен като наследник на баща си на 27 юни 1964 година. През 1968 г. той е назначен за председател на Съвета за напояване и общинския съвет на Манама. Той е изпратен в Националната гвардия на Бахрейн на 16 февруари 1968 г. и назначен за неин командир същата година като остава на този пост до 1969 г., когато е назначен за командир на въоръжените сили на Бахрейн.
През 1970 г. Хамад става глава на Министерството на отбраната на Байхрен и заместник-председател на административния съвет като остава на двете длъжности до 1971. От 1971 до 1988 г. той е министър на отбраната.
През октомври 1977 г. Хамад започва обучение за летене с хеликоптери, успешно приключено през януари 1978 г. След това работи по създаването на Кралски въздушни сили на Бахрейн, утвърдени през 1987 г.

## Управление
След смъртта на баща си Иса Бин Салман Ал Халифа Хамад става емир на Бахрейн на 6 март 1999 г. Като емир Хамад донася редица политически реформи в Бахрейн. Те включват освобождаване на всички политически затворници, закриване на Съда за държавна сигурност и премахването на Декрет 1974 относно мерките за държавна сигурност. Освен това на много граждани на Бахрейн е позволено да се върнат след години в изгнание в чужбина.
През 2002 г. Хамад се провъзгласява за крал. Той се радва на широки правомощия на изпълнителната власт, които включват назначаването на министър-председателя и министрите му, командване на армията, председателство на Висшия съдебен съвет, председателстване на горната половина на парламента и разпускане на долната половина.

### Политически вълнения
След като Хамад взима властта през 1999 г., той се фокусира върху постигането на стабилност в една нация, занимаваща се с дълбокото напрежение след надигането от 90-те години. Кралят успява да подобри жизнения стандарт и да превърне Бахрейн във финансов център. За периода 2003 – 2010 по-голямата част от шиитската общност обвинява неговото правителство в корупция, дискриминация по отношение на жилищата и работните места, наемането на чужденци във военната служба и привеждане на сунитски племена от Азия с цел промяна в демографския състав на нацията.
Въпреки че царуването на крал Хамад позволява приемането на шиити в правителството, все още има призиви за по-справедливо разпределение на позициите и работните места. Семейството на Ал Халифа заема голям брой министерски и държавни постове, включително в Министерството на вътрешните работи, Министерство на правосъдието, Министерство на финансите, Министерство на културата, Министерство на външните работи, Борда за икономическо развитие на Бахрейн и Висшия съвет за жените. Също така по-голямата част от значителните позиции в Бахрейн в отбранителните сили са пълни със сунити, които възлизат на около една трета от населението. Крал Хамад твърди, че той дава равен шанс на всички бахрейнци независимо от техния произход.
През октомври 2010 г. правителство на Хамад обвинява 24 шиитски бахрейнски граждани във формиране на терористична организация, свързана с Иран и обучена в Сирия за сваляне на режима и планиране на терористичните атаки. Опозиционните партии осъждат обвиненията и ги описват като пропаганда. След няколко седмици напрежението нараства отново след спорни парламентарни избори, когато основният опозиционен блок Национално ислямско общество Ал Уафак, заедно с Националното демократично общество (Waad) се оплаква, че системата на изборите е несправедлива и че има за цел да намали броя на опозиционните места в Парламента, въпреки че първата партия печели близо 40% от свободните места.

### Протестите Бахрани
На 14 февруари 2011 г., на десетата годишнина от референдум в полза на Хартата на националното действие и деветата годишнина от написването на Конституцията от 2002 г., Бахрейн е разтърсен от протести, подбудени от Арабската пролет и координирани от една страница във Facebook, наречена „Ден на гняв в Бахрейн“, страница, която е харесана от десетки хиляди само една седмица след създаването ѝ. Правителството на Бахрейн отговаря на това, като го описва като „брутална“ акция за протести, включително нарушения на човешките права, които предизвикват гняв. По-нататък демонстранти поискват Хамад да подаде оставка. В резултат на тази „масивна“ криза, списание Foreign Policy Magazine го класират на 3-то място сред 8-те най-неприятни сътрудници на Америка, наричайки го „един от лошите момчета, които САЩ все още подкрепя“.
Три дни преди това, на 11 февруари 2011 г., крал Хамад нарежда да се дават по 1000 бахрейнски динара (около $ 2667) на „всеки член на семейството“ в чест на десетата годишнина на референдума за Хартата за национално действие. Агенция Франс-Прес свързва плащания в размер от BD1, 000 към плановете за демонстрация на 14 февруари.
На 15 февруари 2011 г. Хамад се извинява за смъртта на двама демонстранти в необичайна телевизионна реч и призовава за разследване на инцидента. Два дни по-късно четирима от протестиращите са убити и стотици са ранени, след като са нападнати в Пърл Раундабаут в 3:00 ч. местно време. Пърл Раундабаут е евакуиран и обграден от армията на Бахрейн. На 19 февруари принц Салман, син на Хамад, поръчва изтегляне на войските от там след убийството на друг протестиращ от живи боеприпаси до Пърл Раундабаут. По-късно Хамад показва сдържаност, докато демонстрации срещу него продължават няколко седмици.
По време на пика на бахрейнското въстание в средата на март 2011, Хамад декларира Състояние на държавна безопасност за три месеца точно след като Салман призовава войските на Защитната сила на Арабския полуостров да влязат в Бахрейн. Саудитска Арабия разполага около 1000 войски с въоръжено подкрепление, а Обединените Арабски Емирства разполагат около 500 полицейски служители. Опозиционните партии реагират бурно, наричайки ситуацията „окупация“. Хамад обаче твърди, че разполага войски за „защита на инфраструктурата и осигуряване на основни позиции“. След тази стъпка икономиката на страната претърпява загуби, оценени на милиарди. Също така сигурността на страната се влошава в областите, в които хората са протестирали срещу него. Обявени са десетки смъртни случаи, включително пет, които са починали в ареста заради мъченията.
На 1 юни 2011 г. протести избухват в доминираните от шиити области на Бахрейн, настояващи за оставката на Хамад и за приключването на военния закон, тъй като извънредното положение е официално приключено.
През юни 2011 Хамад поръчва на Независимата Бахрейнска Комисия за Разследване, оглавявана от уважавания адвокат по човешките права М. Шериф Басиоуни, да проучи събитията около размириците. Създаването на BICI е похвалено от Барак Обама и международната общност като стъпка към установяване на отговорност и отчетност за събитията от Бахрейнските въстания от 2011 – 2012 г. BICI съобщава своите заключения през ноември 2011 г. и американският държавен секретар Хилъри Клинтън поздравява крал Хамад бин Иса Ал-Халифа за инициативата. През август 2012 г. Амнести Интернешънъл заявява, че „правителственият отговор само надрасква повърхността на тези въпроси. Реформите са частични, може би с цел да успокои международните партньори на Бахрейн и не могат да осигури реална отговорност и справедливост за жертвите.“

### Отношения с британското кралско семейство
Хамад е поканен на Кралската сватба на принца на Уелс – Уйлям и Кейт Мидълтън. Той отказва заради протести от активисти за човешките права, които се заканват да нарушат престоя му във Великобритания заради насилствения му отговор на демонстрациите. По-рано през 2005 г., той е единственият върховен държавния глава, който присъства на сватбата на Чарлз, принц на Уелс, и Камила Паркър Боулс.
Хамад присъства на обяда на върховните държавни владетели през май 2012, отбелязващ диамантения юбилей на кралица Елизабет II.

## Личен живот
Хамад има четири жени, от които има общо дванадесет деца, седем синове и пет дъщери.
Първи брак: 9 октомври 1968 г. в Рифа със Сабика Бинт Ибрахим Ал Халифа; те имат трима сина и една дъщеря:
- Салман бин Хамад бин Иса ал Халифа (* 21 октомври 1969 г.)
- Абдула бин Хамад бин Иса ал Халифа (* 30 юни 1975 г.)
- Халифа бин Хамад Ал Халифа (* 4 юни 1977 г.)
- Найла бинт Хамад Ал Халифа (* на 20 май 1981 г.)

Втори брак: с Шиа Бинт Хасан Ал Крайеш Ал Ами от Кувейт; те имат двама сина:
- Насър бин Хамад Ал Халифа (* 8 май 1987 г.)
- Халид бин Хамад Ал Халифа (* 23 септември 1989 г.)

Трети брак: с дъщерята на шейх Фейсал бин Мохамед бин Шураин Ал Мари; те има син и две дъщери:
- Файсал бин Хамад Ал Халифа (12 февруари 1991 – 12 януари 2006 г., починал в автомобилна катастрофа)
- Ноура бинт Хамад Ал Халифа
- Мунира бинт Хамад Ал Халифа

Четвърти брак: с дъщерята на Jabor Ал Наими; от нея има един син и две дъщери:
- Султан бин Хамад Ал Халифа
- Хеса бинт Хамад Ал Халифа
- Рима бинт Хамад Ал Халифа

## Титли и звания
- 28 януари 1950 – 16 декември 1961: Ал Малик (Крал) Хамад бин Иса ал Халифа [1]
- 16 декември 1961 – 27 юни 1964: Негово превъзходителство шейх Хамад бин Иса ал Халифа
- 27 юни 1964 – 6 март 1999: Негово височество шейх Хамад бин Иса ал Халифа, пряк наследник на Бахрейн
- 6 март 1999 – 14 февруари 2002: Негово височество шейх Хамад бин Иса ал Халифа, емира на Бахрейн
- от 14 февруари 2002: Негово Величество шейх Хамад бин Иса ал Халифа, кралят на Бахрейн

## Почести и отличия
Крал Хамад има множество отличия, сред които:
- Орден на двете реки (Ирак, 22 февруари 1969)
- Орден на Мохамеди (Мароко, 16 октомври 1970)
- Върховен орден на Ренесанса (Йордания, 1 септември 1972)
- Oрден на Абдулазиз Ал Сауд (Саудитска Арабия, 4 април 1976)
- звезда на Република Индонезия (8 октомври 1977)
- Орден на Република Мавритания (4 април 1978)
- Почетен рицар командир на Ордена на св. Майкъл и св. Джордж (Обединеното кралство, 15 февруари 1979)
- Велик завоевател на Либия (1 септември 1979)
- Орден на република Йемен (25 март 2010)
- Големият кръст на Ордена на Данброгот Дания (4 февруари 2011)
- Големият кръст на Националният орден на Мери от Франция